# Extreme Honor
Extreme Honor è un film statunitense del 2001 diretto da Steven Rush.

## Trama
Un ufficiale della Marina è costretto a ritirarsi per salvare la vita di suo figlio e dare giustizia all'uomo colpevole di aver distrutto la sua carriera.